# 芮效俭
芮效俭（英語：James Stapleton Roy，1935年6月16日—），美国外交家，1991年至1995年间任美国驻华大使。哥哥芮效卫是美国汉学家。

## 生平

### 早年教育
芮出生于中国南京，其父芮陶庵（Andrew Tod Roy）任教于金陵大学。1950年，芮随父回到美国，先后就读于宾夕法尼亚大学和普林斯顿大学。1956年毕业后，芮效俭入美国国务院工作，任情报分析员。

### 外交生涯
其后，经过短暂的援泰和平队生涯后，芮前往台北进修中文一年，1959年后赴美国驻香港总领事馆工作。1962年，芮调往台北，任美国驻中华民国大使馆政务官、二等秘書。
1965年，芮效儉到联邦德国（西德）学习俄文，学成后派往莫斯科，在美国驻苏联大使馆任二等秘书。1972年，芮效俭调任美国国务院欧洲事务處副处长。1974年，在國家戰爭學院进修一年。
1975年，芮调回国务院远东司中蒙处任副处长。1978年，芮效俭派往北京，任美国驻华联络处副主任，是主任伍德科克的主要助手，参与了中美建交谈判的全过程。1979年中美建交后，芮效儉旋即转任驻华大使馆開館後第一任副馆长，直至1981年轉任美國駐泰國大使館副館長為止。美國國務院最後一任中華民國科科長費浩偉在接受卡爾·愛德華·迪勒里的访问中谈到，當時芮效儉完全了解中方將《中美建交公報》中英文的「acknowledge」譯成「承認」的含義，理應提出應該譯成“认知”，但他認為芮效儉急於中美關係正常化，因此保持沈默。实际上，正式而言，美国从未“接受”中国的观点。美国只是“知晓”它。
1981年，芮调任美国驻泰国大使馆副館長，1984年升任美国驻新加坡大使。1986年，奉调回国务院任助理国务卿帮办。1989年开始，芮先后任乔治·P·舒尔茨和詹姆斯·贝克两位国务卿的特别助理兼执行秘书。
1991年，芮效俭被任命为美国驻中国大使，1995年调任美国驻印尼大使。1999年秋，芮效俭升任美国国务院助理国务卿。2001年退休。

## 退休後

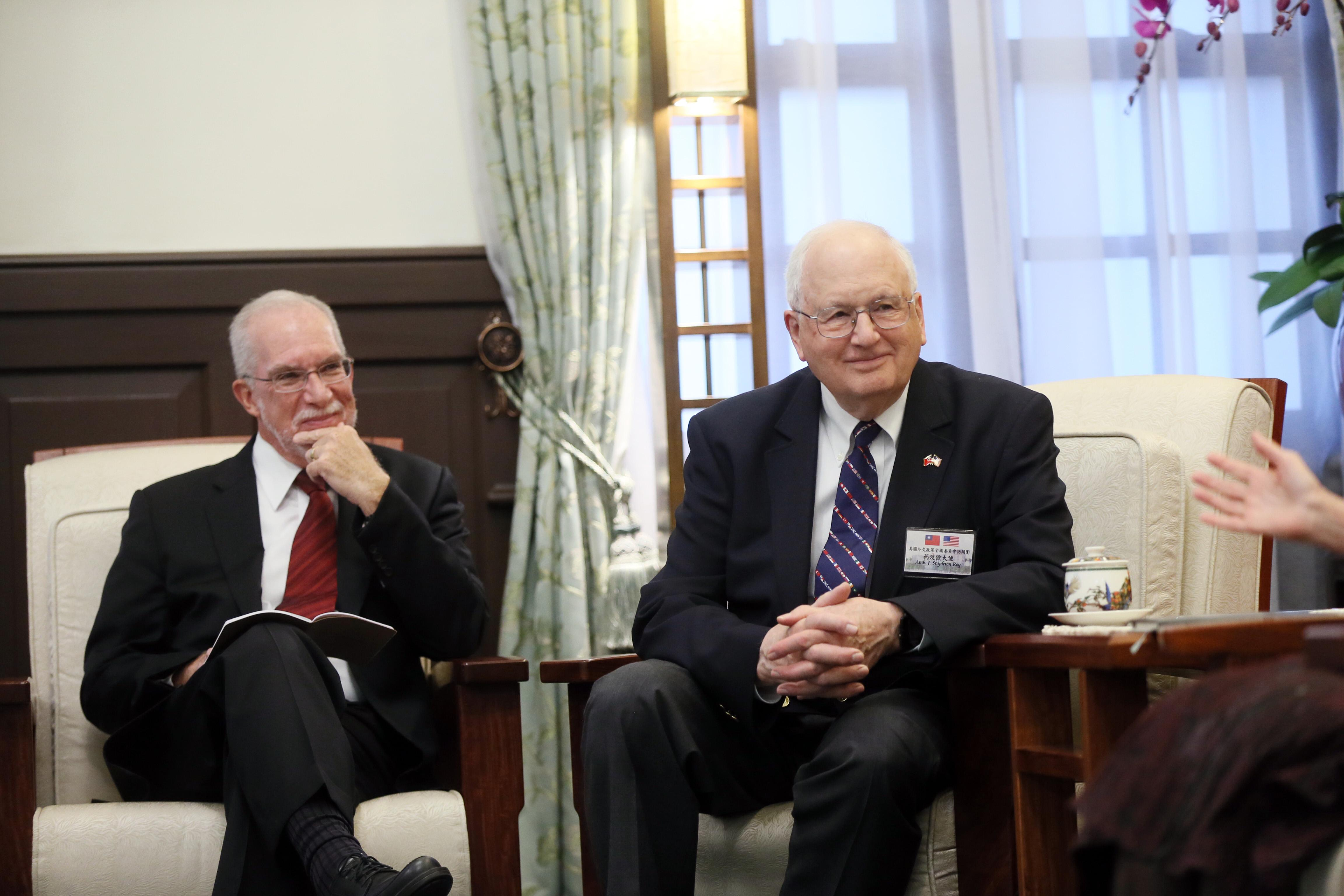
芮效儉（右）於2016年訪問台灣，攝於總統府

2016年12月7日，芮效俭隨美國外交政策全國委員會訪問團來台訪問，獲蔡英文總統接見。